# Phyllophaga nubipennis
Phyllophaga nubipennis är en skalbaggsart som beskrevs av Bates 1888. Phyllophaga nubipennis ingår i släktet Phyllophaga och familjen Melolonthidae. Inga underarter finns listade i Catalogue of Life.